# Mario Santana
Mario Alberto Santana (Comodoro Rivadavia, 23 dicembre 1981) è un allenatore di calcio ed ex calciatore argentino con cittadinanza italiana, di ruolo attaccante.

## Biografia
Il 5 febbraio 2008 ha acquisito la cittadinanza italiana.
Nel 2004 ha sposato Antonella Moltrasio, pallavolista italo-argentina conosciuta a Palermo. 
Dalla loro unione sono nati due figli: Mia e Mathias.
I due hanno divorziato nel 2014.
Attualmente è legato a Federica, palermitana, dalla quale ha avuto due figlie.

## Caratteristiche tecniche
Schierato prevalentemente come esterno d'attacco, aveva una buona tecnica. Dotato di un discreto dribbling e di un cross preciso, qualità che gli hanno permesso di servire diversi assist durante la sua carriera.

## Carriera

### Giocatore

#### Club

##### Argentina
Muove i suoi primi passi nel calcio professionistico con la maglia della squadra argentina del San Lorenzo, con la quale esordisce nella stagione 1999-2000. A Buenos Aires colleziona 33 presenze segnando 2 gol nell'arco di tre stagioni e vince con la propria squadra il campionato di Clausura del 2001 e la Coppa Mercosur dello stesso anno, dopodiché viene ingaggiato dal Venezia di Maurizio Zamparini nel gennaio del 2002.

##### Venezia e Palermo
Arrivato in Italia, il ventunenne Santana fa il suo esordio in Serie A il 24 marzo del 2001-2002, nella partita Venezia-Atalanta, terminata 0-2 per gli ospiti, subentrando a Ighli Vannucchi nel secondo tempo. In quella stessa stagione riesce a giocare in altre 3 occasioni, ma senza riuscire, con i suoi compagni di squadra, ad evitare la retrocessione in cadetteria del Venezia, con l'ultimo posto in classifica.
A fine stagione, il presidente dei veneti Maurizio Zamparini decide di vendere la società per poi rilevare la maggioranza del pacchetto azionario del Palermo; una volta arrivato in Sicilia il neo-presidente decide di portare con sé il giovane Santana. In Serie B, nella stagione 2002-2003, l'argentino si conquista la fiducia degli allenatori rosanero (se ne alterneranno ben 3 durante il campionato) e totalizza 33 presenze segnando 1 gol, fallendo però con la squadra l'obiettivo stagionale della promozione in Serie A.

##### ChievoVerona
Nell'estate del 2003, Santana viene mandato in prestito per un anno al ChievoVerona nell'ambito della trattativa che ha portato Eugenio Corini al Palermo. Con la squadra veronese allenata da Luigi Delneri realizza il primo gol in Serie A il 28 settembre 2003 in Chievo-Perugia 4-1. Disputa in totale 28 partite segnando 3 reti nel campionato 2003-2004 di Serie A. L'estate successiva, al termine del campionato, ottiene la prima convocazione nella nazionale argentina in cui segna anche un gol in Giappone-Argentina 1-2 il 18 agosto 2004.

##### Ritorno al Palermo

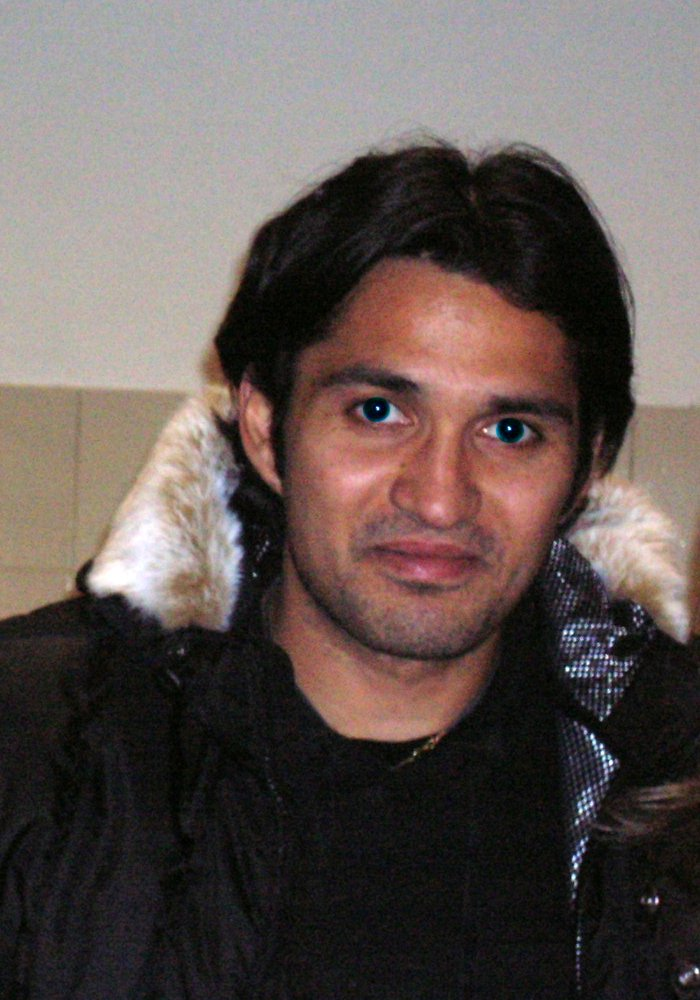
Mario Santana

Terminato il periodo di prestito, l'esterno ritorna a giocare nel Palermo che nel frattempo ha ottenuto la promozione nella massima serie. Nella stagione 2004-2005 gioca 30 partite nel campionato chiuso al 6º posto con conseguente qualificazione in Coppa UEFA, la prima per il Palermo, contro le 28 presenze in Serie A della stagione successiva, a cui vanno aggiunte 9 partite disputate in Coppa UEFA e 3 in Coppa Italia.
Nel corso della partita di Coppa UEFA contro lo Schalke 04 del 16 marzo 2006 riporta poi un infortunio (frattura della terza vertebra lombare) che lo costringe a restare fuori per due mesi. Nonostante un recupero-lampo che gli permette di disputare le ultime partite di campionato, non riesce a conquistare un posto nella rosa dei convocati dell'Argentina per i Mondiali di Germania. Dopo questa stagione lascia il Palermo, di cui ne ha vestito la maglia per 106 occasioni segnando 5 gol.

##### Fiorentina
Il 27 maggio 2006 viene ufficializzato l'acquisto a titolo definitivo del giocatore dalla Fiorentina per circa 5 milioni di euro con un contratto quadriennale e un'opzione sul quinto anno, dopo che l'allenatore Prandelli aveva espressamente chiesto un esterno di centrocampo al suo direttore sportivo Pantaleo Corvino per il proprio nuovo modulo di gioco. Al suo esordio in maglia viola, nella partita di Coppa Italia contro il Giarre, Santana mette a segno subito una rete, ma subisce anche un nuovo infortunio, stavolta al retto femorale, che lo costringerà a rimanere fuori dai campi di gioco per un paio di mesi.
Al rientro in campo l'argentino riconquista subito la maglia da titolare, segnando tra l'altro il suo primo gol in campionato per la Fiorentina nel match interno contro la Reggina. Nella trasferta della sua squadra contro il Torino, però, Santana subisce una riacutizzazione del precedente infortunio, che lo costringe ad un'assenza di altri quarantacinque giorni e prolungata poi, dopo un breve rientro in squadra, a causa di un'ulteriore ricaduta. A causa dei suoi molteplici problemi fisici l'argentino chiude quindi la sua prima stagione in maglia viola contando otto presenze ed un gol.
La seconda stagione parte un po' come era finita la prima, non senza problemi fisici. Trovata la migliore forma, riesce a siglare la prima doppietta con la maglia della Fiorentina il 23 dicembre 2007 in casa con il Cagliari. Conclude la stagione 2007-2008 con un bottino di 6 gol in 26 presenze, anche se le sue prestazioni non sempre sono state convincenti. All'inizio della stagione 2008-2009 Prandelli abbandona il modulo 4-3-3 per passare ad un 4-3-1-2.
Nella nuova disposizione tattica Santana gioca dietro le due punte. Il 28 gennaio 2009 Santana segna la prima rete della stagione contro il Napoli. Il 2 febbraio 2009, durante il posticipo Bologna-Fiorentina, un duro intervento di Mingazzini costringe Santana ad uscire dal terreno di gioco: il responso medico parla di una duplice microfrattura a tibia e perone, associate ad una lesione parziale del legamento crociato anteriore del ginocchio destro, infortunio che gli fa chiudere anticipatamente la stagione. Il 20 ottobre 2009 segna il suo primo gol in Champions League, a Budapest, nella partita contro gli ungheresi del Debreceni, partita finita 4-3 per i viola.
Il 22 aprile 2010, in un'amichevole di allenamento contro i dilettanti del San Miniato Basso, si è procurato una lesione parziale del legamento crociato anteriore, concludendo anzitempo la stagione. Operato il 7 maggio, la prognosi è di cinque mesi. Rientra in campo nell'autunno del 2010. Alla fine della stagione 2010-2011 rimane svincolato, lasciando la Fiorentina dopo 108 presenze e 15 gol in campionato.

##### Napoli e prestiti a Cesena e Torino
Il 12 luglio 2011 si trasferisce a parametro zero al Napoli. Esordisce in maglia azzurra il 10 settembre in Cesena-Napoli (1-3) della seconda giornata, in realtà prima partita di campionato a causa del rinvio della prima giornata.
Il 31 gennaio 2012, nell'ultimo giorno della sessione invernale di calciomercato, passa in prestito al Cesena. Esordisce in bianconero il 9 febbraio seguente in occasione di Lazio-Cesena (3-2) della 23ª giornata di campionato, giocando titolare. Segna la sua prima rete nella 29ª giornata, in Cesena-Parma (2-2). Chiude la stagione con 16 presenze e 3 gol, segnando anche contro Palermo (sua ex squadra) e Roma.
Rientrato al Napoli per fine prestito, il 13 luglio passa al Torino in prestito con diritto di riscatto. Sigla il primo gol con la maglia granata il 9 dicembre nella partita persa per 2-4 contro il Milan. A fine stagione, dopo 27 presenze e 4 reti, non viene riscattato e torna quindi a Napoli.

##### Genoa e prestiti a Olhanense e Frosinone
Il 29 luglio 2013 si trasferisce al Genoa a titolo definitivo voluto dall'allenatore e ex compagno di squadra alla Fiorentina Fabio Liverani. Con la squadra, in attesa della perfezione della trattativa, aveva già preso parte ad amichevoli e allenamenti. Esordisce in campionato con la sua nuova maglia il 25 agosto nella trasferta di Milano contro l'Inter. Resta però vittima di un infortunio dopo poche giornate e conclude così la stagione con solo sei presenze e nessun gol.
Il 29 gennaio 2014, dopo 6 presenze in campionato col Genoa, viene ceduto a titolo temporaneo all'Olhanense, formazione della massima divisione portoghese, lasciando così l'Italia dopo dodici anni di militanza consecutiva. A fine stagione, dopo 3 presenze nel campionato portoghese, ritorna al Genoa.
Ritornato al Genoa non trova spazio e viene messo ai margini, non rientrando nei piani della squadra si allena quindi con la Primavera.
Il 2 febbraio 2015 viene ceduto in prestito al Frosinone in Serie B fino al 30 giugno.
Il 31 maggio, in seguito alla prima storica promozione in Serie A del club ciociaro, diventa cittadino onorario di Frosinone insieme al resto della squadra.
Rientrato al Genoa per fine prestito, non rientrando nei piani del tecnico Gasperini, rescinde il contratto con la squadra rossoblù.

##### Il trasferimento alla Pro Patria
Il 16 gennaio 2016 si trasferisce a titolo definitivo alla Pro Patria di Busto Arsizio, militante in Lega Pro, che tuttavia a fine stagione retrocede in Serie D. Confermato anche per le stagioni successive, si impone come elemento trainante della rosa biancoblù (diventandone finanche capitano): nel 2018 riconquista la Serie C e vince lo scudetto di categoria.

##### Il terzo ritorno a Palermo
Rimasto svincolato, il 7 agosto 2019, a distanza di 13 anni, torna nuovamente a vestire la maglia del Palermo, accettando il progetto della nuova proprietà e divenendo di fatto il primo tassello della nuova rosa che dovrà scalare le gerarchie ripartendo dalla Serie D, dopo l'esclusione dalla Serie B avvenuta poco meno di un mese prima. Inoltre gli viene data la fascia di capitano.
Fa il suo esordio in campionato con i rosanero nella partita vinta per 0-1 contro il Marsala. L'11 settembre fa anche il suo esordio in Coppa Italia Serie D nella partita persa ai rigori contro il Biancavilla, nella quale segna anche il suo primo gol stagionale.
Il primo gol in campionato arriva il 22 settembre seguente contro il Marina di Ragusa, segnando il secondo gol del 3-1 finale.
Dopo un buon avvio di stagione (13 presenze e 4 goal), l’8 dicembre nel corso della sfida contro l’Acireale, valida per la quindicesima giornata del campionato di Serie D, l’attaccante rosanero è stato costretto a lasciare il campo in barella al 20'.
Ha riportato la rottura sottocutanea del tendine di Achille destro.
Torna in campo il 27 settembre 2020, in occasione della prima partita del campionato di Serie C contro il Teramo, diventando l'unico calciatore ad aver giocato con la maglia del Palermo in tutte le categorie in cui esso ha militato, dall'Europa League alla Serie D, oltre che il quinto dopo Lorenzo Pasciuti, Alessandro Lucarelli,  Giuseppe De Feudis e Andrea Luci (che ha militato nel Livorno anche in Eccellenza) a riuscirci con una squadra italiana per le competizioni nazionali dalla Serie A alla Serie D.
Il 3 marzo 2021 segna il suo primo goal in campionato, pochi minuti dopo il suo ingresso in campo, decidendo il Derby di Sicilia (Catania-Palermo 0-1).
Con questa rete, la decima complessiva in maglia rosanero, diventa il primo calciatore della storia del club ad aver segnato in tutte le categorie.

##### Athletic Club Palermo
Nonostante avesse annunciato il ritiro dal calcio giocato il 18 giugno 2021 ed occupasse già il ruolo di collaboratore tecnico del Palermo, il 13 luglio 2023 torna a svolgere l'attività di calciatore per la formazione di Eccellenza dell'Athletic Club Palermo, fino a pochi giorni prima nota come "Resuttana San Lorenzo", venendo annunciato sui canali sociali ufficiali della squadra nerorosa.
Torna in campo il 4 ottobre in occasione degli ottavi di ritorno della Coppa Italia di Eccellenza (0-0 contro la Don Carlo Misilmeri). Pochi giorni dopo esordisce in Eccellenza (Athletic Palermo 2-3 Pro Favara). Tuttavia il 7 dicembre viene resa nota la risoluzione consensuale del contratto. Conclude la sua esperienza con 5 presenze in campionato e 3 in Coppa Italia.

#### Nazionale
(Mario Santana)
Nel 2001, con la Nazionale Under-20 argentina, prende parte al campionato sudamericano. Dopo l'ottima stagione con il Chievo Verona, Santana fa il suo esordio con la Nazionale di calcio dell'Argentina nell'amichevole a Shizuoka contro il Giappone del 18 agosto 2004. Schierato dal primo minuto dal commissario tecnico Bielsa, l'esterno riesce a segnare in quella stessa partita aiutando così la propria Nazionale a vincere per 2-1. Viene poi impiegato in altre 6 occasioni dal successivo c.t. argentino José Pekerman e partecipa anche alla FIFA Confederations Cup 2005 in Germania, ma non viene convocato per i Mondiali tedeschi del 2006.

### Allenatore
Il 18 giugno 2021, poco dopo l'annuncio del suo ritiro, ritorna al Palermo in qualità di allenatore delle giovanili.
Il 7 gennaio 2022 diviene collaboratore tecnico della prima squadra, nello staff di Silvio Baldini. Nella stagione 2022/2023 diviene collaboratore tecnico del suo ex compagno Eugenio Corini.
Nel mese di gennaio del 2024 viene tesserato dal Città di Palermo, formazione militante nel campionato di Serie A2 di calcio a 5.

## Statistiche

### Presenze e reti nei club
Statistiche aggiornate al 7 dicembre 2023.
| Stagione           | Squadra               | Campionato         | Campionato | Campionato | Coppe nazionali | Coppe nazionali | Coppe nazionali | Coppe continentali | Coppe continentali | Coppe continentali | Altre coppe | Altre coppe | Altre coppe | Totale | Totale |
| Stagione           | Squadra               | Comp               | Pres       | Reti       | Comp            | Pres            | Reti            | Comp               | Pres               | Reti               | Comp        | Pres        | Reti        | Pres   | Reti   |
| ------------------ | --------------------- | ------------------ | ---------- | ---------- | --------------- | --------------- | --------------- | ------------------ | ------------------ | ------------------ | ----------- | ----------- | ----------- | ------ | ------ |
| 1999-2000          | San Lorenzo           | PD                 | 4          | 1          | -               | -               | -               | -                  | -                  | -                  | -           | -           | -           | 4      | 1      |
| 2000-2001          | San Lorenzo           | PD                 | 17         | 1          | -               | -               | -               | CM+CL              | ?+3                | ?+0                | -           | -           | -           | 20+    | 1+     |
| 2001-gen. 2002     | San Lorenzo           | PD                 | 12         | 0          | -               | -               | -               | CM                 | ?                  | ?                  | -           | -           | -           | 12+    | 0+     |
| Totale San Lorenzo | Totale San Lorenzo    | Totale San Lorenzo | 33         | 2          |                 |                 |                 |                    | 14                 | 1                  | -           | -           | -           | 47     | 3      |
| gen.-giu. 2002     | Venezia               | A                  | 4          | 0          | CI              | -               | -               | -                  | -                  | -                  | -           | -           | -           | 4      | 0      |
| 2002-2003          | Palermo               | B                  | 33         | 1          | CI              | 0               | 0               | -                  | -                  | -                  | -           | -           | -           | 33     | 1      |
| 2003-2004          | Chievo                | A                  | 28         | 3          | CI              | 1               | 0               | -                  | -                  | -                  | -           | -           | -           | 29     | 3      |
| 2004-2005          | Palermo               | A                  | 30         | 3          | CI              | 3               | 0               | -                  | -                  | -                  | -           | -           | -           | 33     | 3      |
| 2005-2006          | Palermo               | A                  | 28         | 0          | CI              | 3               | 0               | CU                 | 9                  | 1                  | -           | -           | -           | 40     | 1      |
| 2006-2007          | Fiorentina            | A                  | 8          | 1          | CI              | 1               | 1               | -                  | -                  | -                  | -           | -           | -           | 9      | 2      |
| 2007-2008          | Fiorentina            | A                  | 26         | 6          | CI              | 0               | 0               | CU                 | 8                  | 0                  | -           | -           | -           | 34     | 6      |
| 2008-2009          | Fiorentina            | A                  | 20         | 1          | CI              | 1               | 0               | UCL+CU             | 8+0                | 0                  | -           | -           | -           | 29     | 1      |
| 2009-2010          | Fiorentina            | A                  | 26         | 3          | CI              | 4               | 0               | UCL                | 5                  | 1                  | -           | -           | -           | 35     | 4      |
| 2010-2011          | Fiorentina            | A                  | 28         | 4          | CI              | 2               | 1               | -                  | -                  | -                  | -           | -           | -           | 30     | 5      |
| Totale Fiorentina  | Totale Fiorentina     | Totale Fiorentina  | 108        | 15         |                 | 8               | 2               |                    | 21                 | 1                  |             | -           | -           | 137    | 18     |
| 2011-gen. 2012     | Napoli                | A                  | 8          | 0          | CI              | 0               | 0               | UCL                | 3                  | 0                  | -           | -           | -           | 11     | 0      |
| gen.-giu. 2012     | Cesena                | A                  | 16         | 3          | CI              | -               | -               | -                  | -                  | -                  | -           | -           | -           | 16     | 3      |
| 2012-2013          | Torino                | A                  | 27         | 4          | CI              | 1               | 0               | -                  | -                  | -                  | -           | -           | -           | 28     | 4      |
| 2013-gen. 2014     | Genoa                 | A                  | 6          | 0          | CI              | 1               | 0               | -                  | -                  | -                  | -           | -           | -           | 7      | 0      |
| gen.-giu. 2014     | Olhanense             | PL                 | 3          | 0          | CP+CdL          | -               | -               | -                  | -                  | -                  | -           | -           | -           | 3      | 0      |
| 2014-gen. 2015     | Genoa                 | A                  | 0          | 0          | CI              | 0               | 0               | -                  | -                  | -                  | -           | -           | -           | 0      | 0      |
| Totale Genoa       | Totale Genoa          | Totale Genoa       | 6          | 0          |                 | 1               | 0               |                    | -                  | -                  |             | -           | -           | 7      | 0      |
| gen.-giu. 2015     | Frosinone             | B                  | 12         | 1          | CI              | -               | -               | -                  | -                  | -                  | -           | -           | -           | 12     | 1      |
| gen.-giu. 2016     | Pro Patria            | LP                 | 16         | 3          | CI+CI-LP        | -               | -               | -                  | -                  | -                  | -           | -           | -           | 16     | 3      |
| 2016-2017          | Pro Patria            | D                  | 28         | 13         | CI-D            | 2               | 0               | -                  | -                  | -                  | -           | -           | -           | 30     | 13     |
| 2017-2018          | Pro Patria            | D                  | 27+2       | 15+1       | CI-D            | 1               | 0               | -                  | -                  | -                  | -           | -           | -           | 31     | 16     |
| 2018-2019          | Pro Patria            | C                  | 28+1       | 2          | CI-C            | 2               | 1               | -                  | -                  | -                  | -           | -           | -           | 31     | 3      |
| Totale Pro Patria  | Totale Pro Patria     | Totale Pro Patria  | 99+4       | 33+1       |                 | 5               | 1               |                    | -                  | -                  |             | -           | -           | 108    | 35     |
| 2019-2020          | Palermo               | D                  | 12         | 3          | CI-D            | 1               | 1               | -                  | -                  | -                  | -           | -           | -           | 13     | 4      |
| 2020-2021          | Palermo               | C                  | 20+4       | 2          | -               | -               | -               | -                  | -                  | -                  | -           | -           | -           | 24     | 2      |
| Totale Palermo     | Totale Palermo        | Totale Palermo     | 123+4      | 9          |                 | 7               | 1               |                    | 9                  | 1                  |             | -           | -           | 143    | 11     |
| 2023               | Athletic Club Palermo | Ecc.               | 5          | 0          | CI-Ecc.         | 3               | 0               |                    |                    |                    |             |             |             | 8      | 0      |
| Totale carriera    | Totale carriera       | Totale carriera    | 480        | 71         |                 | 26              | 4               |                    | 47                 | 3                  | -           | -           | -           | 553    | 78     |

### Cronologia presenze e reti in nazionale
| Cronologia completa delle presenze e delle reti in nazionale ― Argentina | Cronologia completa delle presenze e delle reti in nazionale ― Argentina | Cronologia completa delle presenze e delle reti in nazionale ― Argentina | Cronologia completa delle presenze e delle reti in nazionale ― Argentina | Cronologia completa delle presenze e delle reti in nazionale ― Argentina | Cronologia completa delle presenze e delle reti in nazionale ― Argentina | Cronologia completa delle presenze e delle reti in nazionale ― Argentina | Cronologia completa delle presenze e delle reti in nazionale ― Argentina |
| Data                                                                     | Città                                                                    | In casa                                                                  | Risultato                                                                | Ospiti                                                                   | Competizione                                                             | Reti                                                                     | Note                                                                     |
| ------------------------------------------------------------------------ | ------------------------------------------------------------------------ | ------------------------------------------------------------------------ | ------------------------------------------------------------------------ | ------------------------------------------------------------------------ | ------------------------------------------------------------------------ | ------------------------------------------------------------------------ | ------------------------------------------------------------------------ |
| 18-8-2004                                                                | Shizuoka                                                                 | Giappone                                                                 | 1 – 2                                                                    | Argentina                                                                | Amichevole                                                               | 1                                                                        | 61’                                                                      |
| 15-6-2005                                                                | Colonia                                                                  | Argentina                                                                | 2 – 1                                                                    | Tunisia                                                                  | Conf. Cup 2005 - 1º turno                                                | -                                                                        |                                                                          |
| 18-6-2005                                                                | Norimberga                                                               | Australia                                                                | 2 – 4                                                                    | Argentina                                                                | Conf. Cup 2005 - 1º turno                                                | -                                                                        | 66’                                                                      |
| 21-6-2005                                                                | Norimberga                                                               | Argentina                                                                | 2 – 2                                                                    | Germania                                                                 | Conf. Cup 2005 - 1º turno                                                | -                                                                        | 62’                                                                      |
| 26-6-2005                                                                | Hannover                                                                 | Messico                                                                  | 1 – 1 dts (5 – 6 dtr)                                                    | Argentina                                                                | Conf. Cup 2005 - Semifinale                                              | -                                                                        | 76’                                                                      |
| 17-8-2005                                                                | Budapest                                                                 | Ungheria                                                                 | 1 – 2                                                                    | Argentina                                                                | Amichevole                                                               | -                                                                        | 89’                                                                      |
| 9-10-2005                                                                | Buenos Aires                                                             | Argentina                                                                | 2 – 0                                                                    | Perù                                                                     | Qual. Mondiali 2006                                                      | -                                                                        | 84’                                                                      |
| Totale                                                                   |                                                                          | Presenze                                                                 | 7                                                                        |                                                                          | Reti                                                                     | 1                                                                        |                                                                          |

## Palmarès

### Club

#### Competizioni nazionali
- Campionato argentino: 1

San Lorenzo: Clausura 2001
- Serie D: 2

Pro Patria: 2017-2018 (girone B)
Palermo: 2019-2020 (girone I)
- Scudetto Dilettanti: 1

Pro Patria: 2017-2018

#### Competizioni internazionali
- Coppa Mercosur: 1

San Lorenzo: 2001